# Follies Girl
Follies Girl è un film del 1943 diretto da William Rowland.

## Produzione
Il film fu prodotto dalla William Rowland Productions. Venne girato a New York.

## Distribuzione
Distribuito dalla Producers Releasing Corporation (PRC), il film uscì nelle sale cinematografiche USA il 26 giugno 1943.